# Ana Hormigo
Ana Hormigo, née le 13 avril 1981 à Castelo Branco, est une judokate portugaise.

## Titres en judo
- 2008 : Médaille de bronze aux Championnats d'Europe dans la catégorie poids super-légers (-48 kg)